# Jigme Phüntshog
Jigme Phüntshog (tib.  'jigs med phun tshogs; chinesisch 晉美彭措, Pinyin Jiumei Pengcuo; * 1933; † 2004) war ein bedeutender Nyingma-Meister des tibetischen Buddhismus. Er ist der Gründer der buddhistischen Akademie Larung Gar (tib. bla rung sgar oder lnga rig nang bstan slob gling; chinesisch 色达喇荣五明佛学院, Pinyin Seda Larong Wuming Foxueyuan) in Sêrtar, Sichuan.